# Rábaszentmiklós
Rábaszentmiklós is een plaats (község) en gemeente in het Hongaarse comitaat Győr-Moson-Sopron. Rábaszentmiklós telt 152 inwoners (2001).